# Канпур
Канпу́р (хинди कानपुर, урду کان پور‎, англ. Kanpur [ˈkɑːnpʊər], до 1948 — Cawnpore) — один из наиболее населённых городов Индии в штате Уттар-Прадеш.
Расположен на реке Ганг к югу от Лакхнау. Важный центр машиностроительной, текстильной, электронной, металлургической и химической промышленности. Занимает площадь около 1000 км², население — 2,92 млн жителей (по состоянию на 2011 г.). В городе находится несколько десятков разнопрофильных вузов.

## Этимология
Считается, что название города произошло от Канхияпур — город Канхия (Кришны). Со временем это название сократилось до Канхапур, а впоследствии и до Канпур. Другие связывают название города с героем Махабхараты Карной, который, как считается, был первым правителем этих мест.

## История
В 1207 году раджа Канти Део из Праяга основал поселение Кохна, позднее получившее известность как Канпур. В течение длительного периода времени Канпур развивался как пригород Каннауджа. До первой половины XVIII века Канпур оставался незначительным поселением.
С 1773 по 1801 год этот район входил в состав Ауда. В этот период в Канпуре начали обосновываться европейские предприниматели. В целях защиты своих интересов европейскими предпринимателями в 1778 году были сформированы Силы самообороны Авада. В 1801 году Канпур согласно условиям договора с навабом Ауда Саадат Али Ханом перешёл под контроль Британской Ост-Индской компании.
Канпур стал одним из важнейших мест расквартирования британских колониальных войск. В гарнизоне Канпура размещалось до 7000 солдат. 24 марта 1804 года образован округ Канпур. В 1854 году было завершено строительство Гангского канала.
В 1857 году во время восстания сипаев более 900 британцев были осаждены внутри укреплений в течение 22 дней. Они сдались с условием, что им будет обеспечен отход вниз по реке к Аллахабаду. Неизвестно по чьей вине во время отступления британских войск раздался первый выстрел, но в результате отступавшие были либо убиты, либо захвачены в плен. 200 женщин и детей, сопровождавших отступающие войска были захвачены в плен, а впоследствии казнены в Бибигхаре. Канпурский инцидент и схожие события в других местах стали поводом для ответной неограниченной реакции со стороны британских войск.
Британской администрацией после восстановления контроля над городом Бибигхар был разобран (что?), а на его месте построен мемориал, а 1862 году освящён собор Всех Святых.
После 1857 года Канпур стал важным центром кожаной и текстильной промышленности. В 1860 году в Канпуре была открыта государственная фабрика по производству конской сбруи и сёдел, поставлявшая изделия из кожи для армии. Первая текстильная фабрика была открыта в 1862 году. С 1930 по 1970 год здесь размещалась штаб-квартира Британской индийской корпорации.

## Физико-географическая характеристика
Канпур, вместе с Аллахабадом и Фатехпуром, является частью нижнего Доаба — региона, ограниченного двумя главными реками Индии — Гангом с северо-востоке и Ямуной (река Панду) с юга. Канпур расположен в пределах Индо-Гангской равнины. Канпур расположен на правом, высоком берегу реки Ганг и поэтому не подвержен наводнениям.

### Климат
Для Канпура характерна атипичная версия влажного субтропического климата, который в некоторой степени напоминает климат Дели. В отличие от местностей с влажным субтропическим климатом для Канпура характерны длинное и жаркое лето, мягкая и сравнительно короткая зима, пыльные бури и муссонный сезон. Зимой температура в Канпуре может опускаться до 0,0 °C, а летом воздух может прогреваться до 48 °C. В декабре и январе на город опускается густой туман, следствием которого являются транспортные заторы и задержки в движении транспорта. Летняя жара усиливается пыльными бурями и ветром Лу, что более характерно для пустынь. Большая часть осадков выпадает в течение муссонного сезона, с июля по сентябрь. В то же время эти особенности климата позволяют получать в течение года три урожая. Лучшее время для посещения Канпура — периоды с октября по ноябрь и с февраля по март. За историю метеонаблюдений в городе не выпадал снега, но отмечались случаи выпадения града. Наиболее часто пыльные бури отмечаются с апреля по июнь. Пыльные бури нередко приводят к сильному загрязнению воздуха и создают угрозу для здоровья. Иногда скорость ветра может достигать 100 км/ч. Норма осадков — 885 мм в год.
| Показатель                    | Янв. | Фев. | Март | Апр. | Май  | Июнь | Июль  | Авг.  | Сен.  | Окт. | Нояб. | Дек. | Год   |
| ----------------------------- | ---- | ---- | ---- | ---- | ---- | ---- | ----- | ----- | ----- | ---- | ----- | ---- | ----- |
| Абсолютный максимум, °C       | 31,1 | 35,6 | 42,8 | 45,6 | 47,2 | 47,3 | 45,0  | 40,6  | 40,0  | 40,6 | 36,1  | 31,3 | 47,3  |
| Средний суточный максимум, °C | 23,0 | 26,0 | 32,3 | 38,2 | 41,5 | 39,9 | 34,2  | 32,5  | 33,1  | 33,0 | 28,9  | 24,2 | 33    |
| Средний суточный минимум, °C  | 8,5  | 11,0 | 16,2 | 21,9 | 26,4 | 28,5 | 26,7  | 25,9  | 24,9  | 19,6 | 12,7  | 8,8  | 19    |
| Абсолютный минимум, °C        | 1,6  | 0,6  | 7,2  | 11,1 | 16,4 | 20,6 | 21,7  | 21,7  | 11,8  | 4,6  | 0,5   | −0,9 | −0,9  |
| Норма осадков, мм             | 15,4 | 16,4 | 7,9  | 5,3  | 8,4  | 66,3 | 244,6 | 273,9 | 161,7 | 40,0 | 4,6   | 7,1  | 851,6 |
| Источник:                     |      |      |      |      |      |      |       |       |       |      |       |      |       |

## Население
Современное население города (по переписи 2011 года) составляет 2 920 067 человек. Большинство горожан — выходцы из центральных и западных районов Уттар-Прадеш, кроме того проживают также бенгальцы, пенджабцы и др. Индуизм исповедуют 76 % населения, мусульмане составляют около 16 %. Имеются небольшие группы сикхов, джайнистов, христиан и буддистов. По данным на 2001 год, уровень грамотности в Канпуре составлял 70,36 % (60,25 % у женщин и 71,92 % у мужчин).
На протяжении всего XX века отмечен крайне высокий прирост населения, особенно в последние десятилетия. За 60 лет с 1901 до 1961 года население увеличилось почти в 5 раз со 197 тыс. до 884 тыс. человек. Наиболее распространённый язык — хинди, распространены также английский, урду, бенгали.
| 1931    | 1971       | 1981       | 1995       | 2008       |
| ------- | ---------- | ---------- | ---------- | ---------- |
| 243 800 | ↗1 300 000 | ↗1 600 000 | ↗2 356 000 | ↗3 067 700 |

## Экономика
Канпур имеет ВВП — $20 млрд , что делает его 10-м городом в Индии по этому показателю, сразу после Сурата с его ВВП — $22 млрд. Канпур — один из крупнейших производителей текстиля и изделий из кожи, которые в большом объёме идут на экспорт. Кроме того развито производство удобрений, химикатов, двухколёсных транспортных средств, мыла, машиностроение.

## Образование
Канпур — крупный центр образования в северной Индии. Основные образовательные учреждения включают: Chhatrapati Shahu Ji Maharaj University (бывший Kanpur University), основанный в 1966 году; Chandra Shekhar Azad University of Agriculture and Technology; Медицинский Мемориальный колледж Ганеша Шанкара Видьярти ( Ganesh Shankar Vidyarthi Memorial Medical College (GSVM); Indian Institute of Technology Kanpur (IIT Kanpur) и др.

## Транспорт
Канпур хорошо соединён железными дорогами со всеми крупными городами северной Индии (Горакхдхам Экспресс). В пределах города находится 12 железнодорожных станций, крупнейшая из которых — Канпур Центральный (Kanpur Central). Существует проект по постройке в Канпуре метрополитена, предполагается, что система начнёт действовать с 2014 года, первая часть будет включать 76 км путей, 5 линий и 76 станций.
Через город проходят хайвэи: NH 2 (Агра — Канпур — Аллахабад), NH 25 (Лакнау — Канпур — Джханси), NH 86 (Канпур — Хамирпур — Бхопал), NH 91 (Алигарх — Каннаудж — Канпур).
Канпурский аэропорт расположен примерно в 13 км от центра города, совершаются регулярные рейсы в Дели, Бомбей, Калькутту, Бангалор, Ченнаи, Аллахабад и др. Ближайший международный аэропорт находится в Лакхнау, около 80 км от Канпура.
С июня 1907 по май 1933 года в Канпуре имелась трамвайная система.
С 29 декабря 2021 года действует городской метрополитен.

## Города-побратимы
- Александрия, Египет
- Манчестер, Великобритания
- Окаяма, Япония